# José Rey de la Torre
José Rey de la Torre (La Habana, Cuba, 9 de diciembre de 1917-San Francisco, EE. UU., 21 de julio de 1994), conocido por su sobrenombre artístico Rey de la Torre, fue uno de los más destacados guitarristas clásicos de mediados del siglo XX, considerado por muchos como el padre de la "técnica moderna de la guitarra clásica". 

## Primeros años
Rey de la Torre comenzó sus estudios con el profesor Severino López en La Habana, Cuba. Después de establecer una reputación artística como niño prodigio en Cuba, su familia lo envió a Barcelona en 1932 para continuar su enseñanza con el virtuoso de la guitarra Miguel LLobet (1878-1938).
El 9 de mayo de 1934, LLobet lo presentó en un concierto que se realizó en la Academia Marshall, junto con un pianista, y poco después en un recital como solista. Ambas presentaciones recibieron una excelente acogida por parte de los exigentes críticos barceloneses. El crítico y compositor catalán Jaime Pahissa describió a De la Torre como el más completo guitarrista que había escuchado; y otro crítico lo comparó no sólo con Llobet, sino también con Pablo Casals.

## Carrera
Su presentación en Norteamérica se llevó a cabo en la ciudad de New York en 1940. Subsecuentemente el ofreció numerosas representaciones en EE. UU., Canadá y otras localizaciones. El también se presentó en programas radiales y en dos de Televisión. Rey de la Torre realizó el estreno en los Estados Unidos del famoso Concierto de Aranjuez de Joaquín Rodrigo, el 19 de noviembre de 1959, con la Orquesta de Cleveland, bajo la dirección de Robert Shaw. El también estrenó la "Introducción de Chôros" de Heitor Villa-Lobos en New York en agosto de 1962, y "Tres piezas para guitarra" de Carlos Chávez el 14 de noviembre de 1969, en la misma ciudad. Numerosas piezas para guitarra fueron dedicadas a él por destacados compositores, como el cubano-español Julián Orbón.

### Grabaciones en SMC y Allegro
A mediado de los años cuarenta De la Torre grabó sus dos primeros álbumes de larga duración (LP) para el sello Spanish Music Center (SMC). La primera se tituló The Music of Francisco Tárrega - A Guitar Recital, vol. 1 SMC-516, y la segunda The Music of Fernando Sor - A Guitar Recital, vol. 2 SMC-517. Aunque se cree que Andrés Segovia puede haber sido el primero en grabar los estudios de Fernando Sor, fue la versión de Rey de la Torre la primera que fue plasmada en una grabación.
Al inicio de los años cincuenta, De la Torre grabó otros dos LP para el sello Allegro. La primera fue titulada Fernando Sor - Gran Sonata, Op.22 AL 76, y la segunda German Song from the Minnesingers to the 17th Century AL 90. Esta última fue el resultado de la colaboración con el tenor Earl Rogers. El anterior álbum dedicado a Sor fue posteriormente relanzado por Allegro bajo un título diferente Rey de la Torre Plays Fernando Sor LEG 9013. Esa grabación fue posteriormente licenciada a otras compañías disqueras menores (tales como Ember, Everest e EL) y fueron generalmente distribuidas bajo el título: Rey de la Torre Plays Spanish Guitar Classics.

### Grabaciones de Philharmonia
En diciembre de 1950,  él grabó el Quinteto en Re (G. 448) de Luigi Boccherini con el Cuarteto de Cuerdas Stuyvesant en el sello de corta existencia Philharmonia. Su grabación más destacada fue realizada en 1952 bajo el sello Philharmonia, y fue redistribuida posteriormente por Elektra Records y Nonesuch. 

### Grabaciones de Epics
Rey de la Torre grabó al menos cinco álbumes para la Epic Records:
- Rey de la Torre Plays Classical Guitar LC 3418 (music by Gaspar Sanz, Fernando Sor, Miguel Llobet, Ponce, Federico Moreno Torroba and Tárrega).
- Virtuoso Guitar LC 3479 (music by Mauro Giuliani, Joaquín Turina, Llobet, Heitor Villa-Lobos, Falla and Tárrega).
- The Romantic Guitar LC 3564 (music by Enrique Granados, Isaac Albéniz, transcribed by Llobet and Segovia; Tárrega, Joaquín Rodrigo, Manuel de Falla and Grau).;[5]
- Recital LC 3815 (stereo BC 1151) (music by Julián Orbón, Joaquin Nin-Culmell, Antonio Lauro, Ignacio Cervantès, Federico Moreno Torroba, Francisco Tárrega;
- Music for One and Two Guitars LC 3674 (stereo BC 1073).

### Problemas de salud a mediados de su carrera
Alrededor de 1961, precisamente en el período más floreciente de su carrera, De la Torre  sufrió un percance: el dedo medio de su mano derecha quedó parcialmente paralizado y se convirtió en un gran problema por algunos años, hasta que la Doctora Marianne Eppens, una Terapista Física, fue capaz de determinar la causa y ofrecer un remedio. En 1969 ellos contrajeron matrimonio y se mudaron a California. En 1975, cuando se encontraba en el pináculo de su desarrollo profesional, a De la Torre le fue diagnosticada artritis reumatoide, una enfermedad que acabó con su carrera un año más tarde.
Rey de la Torre combinó la enseñanza de la guitarra con sus actividades como concertista hasta su retiro de los escenarios, momento en que se dedicó por completo a sus alumnos. El ofreció clases en New York durante un breve período de tiempo, antes de establecer su vivienda en San Francisco, donde pasó las dos últimas décadas de su existencia, ofreciendo clases a pesar de un debilitamiento creciente causado por la artritis reumatoide.

## Discografía
- The Music of Francisco Tárrega - A Guitar Recital, vol. 1 SMC-516
- The Music of Fernando Sor - A Guitar Recital, vol. 2 SMC-517
- Fernando Sor - Grand Sonata, Op.22 AL 76
- German Song from the Minnesingers to the 17th Century AL 90
- Spanish Music For The Classic Guitar Nonesuch H-71233
- Boccherini: Quintet for Guitar & Strings #1 in D Major/Malipiero: Rispetti E. Strambotti PH-101
- 20th Century Music for the Guitar PH-106
- Rey de la Torre Plays Classical Guitar LC 3418
- Virtuoso Guitar LC 3479
- The Romantic Guitar LC 3564
- Recital LC 3815 (stereo BC 1151)
- Music for One and Two Guitars LC 3674 (stereo BC 1073)
- Five Songs on Poems by Federico García Lorca  (CRI 147).